# Carlos Pintado
Carlos Pintado (* 1974) je kubánský básník a spisovatel.
V roce 1996 absolvoval angličtinu a literaturu na Pedagogickém institutu Pinar del Rio.
V roce 2006 obdržel Mezinárodní cenu Poetry Sant Jordi za knihu Autoportrét v modré barvě. Básně a povídky byly přeloženy do angličtiny, němčiny, turečtiny, italštiny a francouzštiny, a objevily se v různých antologiích a časopisech.

## Dílo
- Svádění Minotaura (povídky, 2000)
- Ďábel v těle (poezie, 2005)
- Autoportrét v modré barvě (poezie, 2006)
- Lesy Mortefontaine (poezie, 2007)
- Místnost ve tmě (poezie, 2007)
- Jména z noci (poezie, 2008)
- Šance a poklady (poezie, 2008)